# Zéró morféma
A zéró morfémát (más néven nullmorfémát, testetlen morfémát) azért nevezik testetlen morfémának, mert bár nincsen hangteste (tehát nem ejtjük ki és nem is írjuk le), mégis a szótövön van, hiszen hiányával jelöl valamit. Például a többes szám jelével ellátott ház + ak alakkal szemben a ház + Ø zéró morfémája azt jelöli, hogy az adott dologból csak egy van.
A jel és a rag funkcióját töltheti be, hiszen ezek egyezésük és különbségeik, összetartozásuk és szembenállásaik révén morfológiai részrendszereket alkotnak. Hordozzák az egyes szófajokra jellemző információkat (pl. idő, mód, személy, szám, eset, dologszám). Tehát a nullmorféma testetlenségével fejezi ki a dolog, tulajdonság vagy esemény számát, személyét, módját stb.

## Zéró morféma anévszókesetében

### Zéró morféma afőnévesetében
- az egyes számot jelöli: ház+ Ø
- az alapesetet (alanyeset szemben a ragos esetekkel) jelöli: ház+Ø (nullmorfémás) DE ház+at, ház+ban, ház+ért stb. (viszonyragos)
- a birtokos személyjel jelöletlensége E/3, több birtok esetében: ház+ai+Ø DE ház+ai+m
- egyes számú birtok jelölése: ház+Ø+am DE ház+ai+m

### Zéró morféma amelléknévesetében
- alapfok jelölése: vidám+Ø DE vidám+abb, leg+vidám+abb

## Zéró morféma azigeiparadigmában
- A jelen időt jelöli: vár+Ø DE vár+t
- A kijelentő módot jelöli: vár+Ø DE vár+na, vár+j
- általános ragozásban, kijelentő módban az E/3 személyszámot jelöli: vár+Ø DE vár+nak
- általános ragozásban, felszólító módban az E/2 személyszámot jelöli: vár+j+Ø DE vár+j+anak
- határozott (tárgyas) ragozás, feltételes módban az E/3 személyszámot jelöli: várná+Ø DE várná+tok
- határozott (tárgyas) ragozás, felszólító módban az E/2 személyszámot jelöli: vár+Ø+d DE vár+j+ad